# 織田かおり
織田 かおり（おだ かおり、1988年5月11日 - ）は、日本の女性歌手。神奈川県出身。ティームエンタテインメント所属。身長171cm、血液型O型。配偶者はミュージシャンの大場映岳。

## 略歴
高校生であった2005年に梶浦由記のソロプロジェクト「FictionJunction」に参加し歌手デビュー。その他、ティーンズJAZZユニット「原宿BJ Girls（Chix Chicks）」、「Sound Horizon」など様々なプロジェクトに参加。
2007年に「織田かおり」名義で1stシングル「Brilliant World」でソロデビュー。2011年に共立女子大学文芸学部を卒業。
2013年には1stソロアルバム「PLACE」をリリースし、ソロ活動を本格的に開始。ソロアーティストとしてライブや、CDシングル・アルバムのリリースを行っている。
2018年9月をもって所属事務所のスペースクラフトプロデュースとの契約が終了。今後はフリーランスで活動を継続する。
2023年7月9日、ピアニスト･ライブマニピュレーター･作編曲家の大場映岳-hana-と入籍したことをFanicon･Twitterにて発表した。

## 人物
2018年9月まで所属していた事務所スペースクラフトには子役部門の東京児童劇団から所属しており、子役などの活動経験がある。
ビール好きであり、日本ビール検定3級を取得している。また、カエルも好きで、自身がパーソナリティを務めるラジオ番組ではカエル雑学を学ぶコーナーが存在した。

## ディスコグラフィ

### シングル
| 枚  | 発売日         | タイトル        | 規格品番                                        |
| --- | -------------- | --------------- | ----------------------------------------------- |
| 1st | 2007年3月21日  | Brilliant World | MJCD-23033                                      |
| 2nd | 2007年8月22日  | Calling         | SCDC-00588                                      |
| 3rd | 2013年4月24日  | 暁のバタフライ  | KDSD-00633                                      |
| 4th | 2013年11月27日 | Reverberation   | KDSD-00676                                      |
| 5th | 2014年1月29日  | 花はうつつに    | KDSD-00679                                      |
| 6th | 2014年6月25日  | 追想カノン      | KDSD-00714                                      |
| 7th | 2015年6月24日  | ふたり綾とり    | KDSD-00779                                      |
| 8th | 2016年2月10日  | ゼロトケイ      | KDSD-00857/8（初回限定盤） KDSD-00859（通常盤） |

Kaori's Christmas（2021年12月24日） - かおりサンタと過ごさNIGHT‼ 会場限定CD

### 配信限定シングル
| 発売日         | タイトル                                       |
| -------------- | ---------------------------------------------- |
| 2016年10月26日 | 無限のDYSTOPIA                                 |
| 2016年11月23日 | Theatrium                                      |
| 2017年1月25日  | RUN–LIMIT                                      |
| 2018年4月26日  | 粋美 〜suibi〜 / 永久の約束 / 泡沫             |
| 2018年10月24日 | Can’t Stop Love                                |
| 2019年7月12日  | 今宵、醒メヤラヌ夢ヲ（霜月はるか＆織田かおり） |
| 2019年7月12日  | 懐旧の庭園                                     |
| 2019年7月12日  | 追憶の輪舞曲（織田かおり＆霜月はるか）         |
| 2019年7月24日  | Brand New Days                                 |
| 2020年5月15日  | Stay with me                                   |

### アルバム
| 枚   | 発売日        | タイトル          | 規格品番                                        |
| ---- | ------------- | ----------------- | ----------------------------------------------- |
| 1st  | 2013年2月6日  | PLACE             | KDSD-00611                                      |
| 2nd  | 2014年5月7日  | Colors            | KDSD-00700/1（初回限定盤） KDSD-00702（通常盤） |
| 3rd  | 2016年4月27日 | Make it           | KDSD-00895/6（初回限定盤） KDSD-00897（通常盤） |
| 4th  | 2017年7月26日 | Gift              | KDSD-00997/8（初回限定盤） KDSD-00999（通常盤） |
| BEST | 2018年7月25日 | THE BEST -REPLAY- | KDSD-01013/4（初回限定盤） KDSD-01015（通常盤） |
| 5th  | 2020年2月26日 | Flowers           | KDSD-01040/1（初回限定盤） KDSD-01042（通常盤） |

### ライブ・アルバム
| 発売日         | タイトル                                             | 規格品番   |
| -------------- | ---------------------------------------------------- | ---------- |
| 2015年3月4日   | 薄桜鬼＆AMNESIAコンサート2014 in ZEPP TOKYO          | GNCA-7208  |
| 2017年11月22日 | Kaori's melody Acoustic LIVE vol.#3 “Valentine 2017” | KDSD-01007 |
| 2021年6月27日  | Kaori Studio Take 01 〜PLACE to your HEART〜         | KDGG-0773  |
| 2021年6月27日  | Kaori Studio Take 02 〜Acoustic Time〜               | KDGG-0774  |
| 2021年6月27日  | Kaori Studio Take 03 〜with you〜                    | KDGG-0775  |

## ワンマンライブ・イベント
| 開催日         | ライブタイトル                                                                  | 場所                     |
| -------------- | ------------------------------------------------------------------------------- | ------------------------ |
| 2009年12月23日 | 織田かおりFirst Acoustic LIVE 〜Kaori's melody vol.#1 X'mas Special〜           | 代官山NOMAD              |
| 2013年4月14日  | 織田かおり 1st SOLO LIVE “PLACE”                                                | 六本木morph-tokyo        |
| 2013年9月1日   | 織田かおり 2nd SOLO LIVE “暁のバタフライ”                                       | 六本木morph-tokyo        |
| 2014年1月18日  | 織田かおり 3rd SOLO LIVE “Reverberation”                                        | 六本木morph-tokyo        |
| 2014年5月11日  | 織田かおり Birthday SOLO LIVE 2014                                              | 渋谷TSUTAYA O-WEST       |
| 2014年8月23日  | 織田かおり 5th SOLO LIVE “Colors”                                               | 渋谷WWW                  |
| 2015年2月15日  | 織田かおり 6th SOLO LIVE “2015”                                                 | 渋谷WWW                  |
| 2015年6月28日  | 織田かおり 7th SOLO LIVE “ふたり綾とり”                                         | 渋谷WWW                  |
| 2015年9月4日   | 織田かおり 8th SOLO LIVE “FRIDAY NIGHT”                                         | 渋谷WWW                  |
| 2016年2月14日  | Kaori's melody Acoustic LIVE vol.#2 "Valentine's Day Special"@BLUES ALLEY JAPAN | 目黒BLUES ALLEY JAPAN    |
| 2016年7月29日  | 織田かおり 9th SOLO LIVE “Make it”                                              | 渋谷WWW                  |
| 2017年2月4日   | Kaori's melody Acoustic LIVE vol.#3“Valentine 2017”・大阪公演                   | Flamingo the Arusha      |
| 2017年2月12日  | Kaori's melody Acoustic LIVE vol.#3“Valentine 2017”・東京公演                   | 目黒BLUES ALLEY JAPAN    |
| 2017年3月21日  | 織田かおり10th Anniversary Special「かおりのおしゃべりNIGHT!!」                 | 東京カルチャーカルチャー |
| 2017年5月12日  | 織田かおり 10th Birthday SOLO LIVE 2017                                         | 渋谷WWW                  |
| 2017年10月6日  | 織田かおり 11th SOLO LIVE “Gift”                                                | 渋谷TSUTAYA O-WEST       |
| 2018年1月28日  | Kaori's melody Acoustic LIVE vol.#4 名古屋公演                                  | STAR EYES                |
| 2018年2月4日   | Kaori's melody Acoustic LIVE vol.#4 大阪公演                                    | MUSIC SQUARE 1624 TENJIN |
| 2018年2月17日  | Kaori's melody Acoustic LIVE vol.#4 東京公演                                    | BLUES ALLEY JAPAN        |
| 2020年5月23日  | 織田かおり 13th SOLO LIVE “Flowers                                              | 大阪THE LIVE HOUSE soma  |

## タイアップ
| 楽曲                             | タイアップ | 時期   |
| -------------------------------- | --- | ------ |
| Brilliant World                  | ニンテンドーDS用ゲーム『ルミナスアーク』主題歌                                                                      | 2007年 |
| 本気の嘘                         | PSP用ゲーム『ワイルドアームズ クロスファイア』主題歌                                                                | 2007年 |
| 誰がために                       | PSP用ゲーム『ワイルドアームズ クロスファイア』エンディングテーマ                                                    | 2007年 |
| Calling                          | テレビアニメ『バッカーノ!』エンディングテーマ                                                                       | 2007年 |
| LOVE×∞                           | 『パチスロうる星やつら2』使用楽曲                                                                                   | 2008年 |
| 始まりの記憶                     | PSP用ゲーム『AMNESIA LATER』オープニングテーマ                                                                      | 2012年 |
| 永遠の一秒                       | PSP用ゲーム『AMNESIA LATER』エンディングテーマ                                                                      | 2012年 |
| My Destiny                       | ドラマCD 『〜AMNESIA OF THE DEAD〜』テーマソング                                                                    | 2012年 |
| 世界の果てで                     | PSP用ゲーム『L.G.S 〜新説 封神演義〜』二期オープニングテーマ                                                        | 2013年 |
| 水鏡                             | PSP用ゲーム『L.G.S 〜新説 封神演義〜』エンディングテーマ                                                            | 2013年 |
| 日の当たる場所へ                 | PSP用ゲーム『アンチェインブレイズ エクシヴ』エンディングテーマ                                                      | 2013年 |
| 暁のバタフライ                   | PSP用ゲーム『AMNESIA CROWD』オープニングテーマ                                                                      | 2013年 |
| 君と愛になる                     | PSP用ゲーム『AMNESIA CROWD』エンディングテーマ                                                                      | 2013年 |
| 記憶（きみ）のシルエット         | スマートフォン用アプリ『アムネシア for iOS & Android』オープニングテーマ                                            | 2013年 |
| Reverberation                    | PS Vita用ゲーム『AMNESIA V Edition』オープニングテーマ                                                              | 2013年 |
| 深愛なる物語                     | PS Vita用ゲーム『AMNESIA V Edition』エンディングテーマ                                                              | 2013年 |
| 煌めきの扉                       | PS Vita用ゲーム『猛獣使いと王子様』オープニングテーマ                                                               | 2013年 |
| 誓いの花束                       | PS Vita用ゲーム『猛獣使いと王子様』エンディングテーマ                                                               | 2013年 |
| 白、ひとひら                     | PSP用ゲーム『白華の檻 緋色の欠片4 四季の詩』冬エンディングテーマ                                                    | 2013年 |
| 花はうつつに                     | PSP用ゲーム『忍び、恋うつつ』オープニングテーマ                                                                     | 2014年 |
| きみと夢みて                     | PSP用ゲーム『忍び、恋うつつ』エンディングテーマ                                                                     | 2014年 |
| 愛がきこえる                     | スマートフォン用アプリ『AMNESIA LATER』オープニングテーマ                                                           | 2014年 |
| 微睡みを超えて                   | スマートフォン用アプリ『AMNESIA LATER』エンディングテーマ                                                           | 2014年 |
| 追想カノン                       | PS Vita用ゲーム『AMNESIA World』オープニングテーマ                                                                  | 2014年 |
| 心温                             | PS Vita用ゲーム『AMNESIA World』エンディングテーマ                                                                  | 2014年 |
| Soul Evolution                   | アーケードゲーム『ガンスリンガーストラトス2』NEO SHIBUYAステージBGM                                                 | 2014年 |
| Magnetic Fighter                 | アーケードゲーム『ガンスリンガーストラトス2』三宮ステージBGM                                                        | 2014年 |
| ふたり綾とり                     | PS Vita用ゲーム『忍び、恋うつつ−雪月花恋絵巻−』オープニングテーマ テレビ東京『アニメマシテ』6月度エンディングテーマ | 2015年 |
| 紅結び                           | PS Vita用ゲーム『忍び、恋うつつ−雪月花恋絵巻−』エンディングテーマ                                                   | 2015年 |
| 光のプレリュード                 | PS Vita用ゲーム『猛獣使いと王子様∼Snow Bride∼』オープニングテーマ                                                   | 2015年 |
| Blessing〜君に染まる声〜         | PS Vita用ゲーム『猛獣使いと王子様∼Snow Bride∼』エンディングテーマ                                                   | 2015年 |
| ゼロトケイ                       | テレビアニメ『NORN9 ノルン+ノネット』エンディングテーマ                                                             | 2016年 |
| 同じ空を                         | スマートフォン用アプリ『NORN9 ノルン+ノネット ヴァール コモンズ Social』オープニングテーマ                          | 2016年 |
| World's End Syndrome             | PS Vita用ゲーム『7'scarlet』オープニングテーマ                                                                      | 2016年 |
| 零れそうな月                     | PS Vita用ゲーム『7'scarlet』ユヅキ編エンディングテーマ                                                              | 2016年 |
| Theatrium                        | キャラクターCDシリーズ『Theatrium 虚像の庭』主題歌                                                                  | 2016年 |
| 星を繋いで                       | PS Vita用ゲーム『NORN9 ノルン+ノネット アクトチューン』エンディングテーマ                                           | 2016年 |
| 無限のDYSTOPIA                   | スマートフォン用アプリ『宿星のディストピア』オープニングテーマ                                                      | 2016年 |
| 希望の彼方                       | PS Vita用ゲーム『Code：Realize～祝福の未来～』エンディングテーマ                                                    | 2016年 |
| RUN−LIMIT                        | キャラクターCDシリーズ『RUNLIMIT』主題歌                                                                            | 2016年 |
| Stole my heart                   | キャラクターCDシリーズ『おとどけカレシ』主題歌                                                                      | 2017年 |
| 祈りめぐりて                     | PS Vita & PS4用ゲーム「Code：Realize ～白銀の奇跡～」エンディングテーマ                                             | 2017年 |
| Can't Stop Love                  | キャラクターCDシリーズ『おとどけカレシ −More Love−』主題歌                                                          | 2018年 |
| 粋美 ～suibi～                   | PS Vita用ゲーム『天涯ニ舞ウ、粋ナ花』オープニングテーマ                                                             | 2018年 |
| 永久の約束                       | PS Vita用ゲーム『天涯ニ舞ウ、粋ナ花』エンディングテーマ                                                             | 2018年 |
| 泡沫                             | PS Vita用ゲーム『天涯ニ舞ウ、粋ナ花』エンディングテーマ                                                             | 2018年 |
| Whispering Hope                  | Nintendo Switch用ゲーム『ピオフィオーレの晩鐘』エンディングテーマ                                                   | 2018年 |
| Brand New Days                   | キャラクターCDシリーズ『おとどけカレシ Cherish』主題歌                                                              | 2019年 |
| 懐旧の庭園                       | Nintendo Switch用ゲーム『華ヤカ哉、我ガ一族 幻燈ノスタルジィ for Nintendo Switch』エンディングテーマ                | 2019年 |
| precious places, precious faces  | Nintendo Switch用ゲーム『幻奏喫茶アンシャンテ』オープニングテーマ                                                   | 2019年 |
| 深潭舞踏 -awake from purgatoire- | STEAMゲーム『Mysteria ～Occult Shadows～』オープニングテーマ                                                        | 2019年 |
| Stay with me                     | キャラクターCDシリーズ『おとどけカレシ ―Sweet Lover―』主題歌                                                        | 2020年 |
| Gravitation＝LOVE                | OVA『天地無用！魎皇鬼 第伍期』エンディングテーマ                                                                    | 2020年 |
| Last Twilight                    | Nintendo Switch用ゲーム『ピオフィオーレの晩鐘 -Episodio1926-』エンディングテーマ                                    | 2020年 |
| TRIGGER -save your smile-        | スマートフォン用アクションRPG『ガール・カフェ・ガン』キャラクターイメージソング                                     | 2020年 |
| 小さな救いへの祈り               | サイキックアクションMORPG「CLOSERS」ルーシーテーマソング                                                            | 2021年 |
| 燐火                             | PS4/PS5/Nintendo Switch用ゲーム『フェアリーフェンサー エフ Refrain Chord』歌姫(グラース)楽曲                        | 2022年 |

## 参加CD・楽曲

### 織田かおり名義

#### ボーカル参加
王族BAND / アナザーユニオン
- クロスピース＜CROSS PEACE＞（2011年6月29日）
  - 「サヨナラの代わりに」
  - 「Flowers in Paradise」
- アナザーユニオン（2012年10月6日）※アナザーユニオン（織田かおり×王族BAND）名義
  - 「冷たい夜」
  - 「Darlin’」
  - 「紡ぎ詩」
  - 「ハジマリの物語」

霜月はるか / しちごさん。
- 花想少女 〜Lip-Aura〜 幻想歌曲集（2011年10月26日）
  - 「月灯りと糸車 〜Alies ol iok〜」（織田かおり、霜月はるか）
  - 「君の跡形 〜Whites nen zai, rin o eclef〜」（霜月はるか、織田かおり、Annabel）
- れっつごー☆シモツキン（2013年7月24日）
  - 「piacere!」（霜月はるか、織田かおり）
  - 「piacere!」（織田かおりソロバージョン）
- ラグクーアプロジェクト 花枯れの魔女（2023年1月28日）※しちごさん。名義
  - 「花枯れの契約」（織田かおり、霜月はるか）

MANYO
- MANYO WORKS BEST!!（2013年4月3日）
  - 「記憶のシルエット」
  - 「世界の果てで」
  - 「君の跡形 〜Whites nen zai, rin o eclef〜」
- MANYO WORKS BEST 2（2017年11月29日）
  - 「追想カノン」
  - 「Reverberation」

project lights
- project lights Best Collection Vol.04（2021年5月28日）
  - 「TRIGGER -save your smile-」
- project lights Best Collection Vol.05（2021年5月28日）
  - 「深潭舞踏 -awake from purgatoire-」

その他参加作品
- ルミナスアーク「Luminous Arc Original Soundtracks」（2007年3月21日）
  - 「Brilliant World」（game ver.）
  - 「Brilliant World」-Brazilian Club Mix-
- ワイルドアームズシリーズ
  - ワイルドアームズ クロスファイア「WILD ARMS XF ORIGINAL SOUNDTRACK」（2007年8月29日）
    - 「本気の嘘」（prologue size）
    - 「本気の嘘」（Ver.true heart）
    - 「誰がために」

  - milestone 〜 ワイルドアームズ・ヴォーカルコレクション2（2019年2月6日）
    - 「本気の嘘」
    - 「誰がために」
    - 「milestone」
- バッカーノ!「BACCANO! ORIGINAL SOUNDTRACK SPIRAL MELODIES」（2007年10月24日）
  - 「Calling」（TVsize）
- パチスロうる星やつら
  - Sammy presents Pachi Slot Music CREATORS' SELECT（2011年2月16日)
    - LOVE×∞（インフィニティ）

  - PACHISLOT うる星やつら3 Original Sound Track（2014年1月24日)
    - LOVE×∞（インフィニティ）
- アンチェインブレイズ エクシヴ VOCAL COLLECTION（2012年11月28日）
  - 「日の当たる場所へ」
- NEO GENERATION 2013 Steppin’X'mas プレゼントCD（2013年12月15日）※非売品
  - 「NEO GENERATION 〜Steppin' X'mas〜」
- ガンスリンガー ストラトス
  - GUNSLINGER'S BATTLE ARENA -HOPE- ミニサントラCD (2014年07月25日) ※公式ガイドブック購入特典
    - 「Magnetic Fighter」

  - GUNSLINGER STRATOS 1&2　Original Soundtrack（2015年7月22日）
    - 「Soul Evolution」
    - 「Magnetic Fighter」
- メダロット「MEDAROCK 〜起動〜」（2019年10月上旬）
  - 「Let's dance！ (inspired by“レッツ ロボトルダンス”)」
  - 「DARK NIGHT (inspired by“DARK NIGHT”)」
- フェアリーフェンサー エフ Refrain Chord 限定版特典サウンドトラックCD
  - 「燐火」

#### オトメイト作品
- 白華の檻 〜緋色の欠片4〜 音楽集（2013年12月4日）
  - 「白、ひとひら」（short ver.）
- 7'scarlet「7'scarlet Song Collection」（2016年8月24日）
  - 「World's End Syndrome」
  - 「零れそうな月」
- 幻奏喫茶アンシャンテ オリジナルサウンドトラック（2019年11月27日）
  - 「precious places, precious faces」
  - 「eternal」

AMNESIA
- ドラマCD 〜AMNESIA OF THE DEAD〜（2012年4月18日）
  - 「My Destiny」（short ver.）
- AMNESIA SONG COLLECTION 「Remember」（2012年5月23日）
  - 「始まりの記憶」
  - 「永遠の一秒」
  - 「My Destiny」
- AMNESIA CROWD 「サウンドトラック PLUS」（2013年4月25日）
  - 「暁のバタフライ」（Game size）
  - 「君と愛になる」（Game size）
  - 「始まりの記憶」（Game size）
  - 「暁のバタフライ」
  - 「君と愛になる」
  - 「始まりの記憶」

NORN9 ノルン+ノネット
- NORN9 ノルン+ノネット オリジナルサウンドトラック（2016年4月6日）
  - 「ゼロトケイ」（TVsize）
- NORN9 ノルン+ノネット Vocal Collection（2017年1月25日）
  - 「同じ空を」
  - 「星を繋いで」

Code:Realize
- Code：Realize 〜祝福の未来〜 オリジナルサウンドトラック（2016年12月21日）
  - 「希望の彼方」
- Code：Realize 〜白銀の奇跡〜 オリジナルサウンドトラック（2017年12月27日）
  - 「祈りめぐりて」

ピオフィオーレの晩鐘
- ピオフィオーレの晩鐘 オリジナルサウンドトラック(2018年9月5日)
  - 「Nocturnal」
  - 「Whispering Hope」
- ピオフィオーレの晩鐘 -Episodio1926- オリジナルサウンドトラック（2020年12月16日）
  - 「Current」（mao、織田かおり）
  - 「星影 〜stella starrium〜」（mao、織田かおり）
  - 「Last Twilight」

オトメイトレコード
- ドラマCD「Theatrium 虚像の庭」 escapeⅠ〜Ⅵ （2016年7月27日～2016年12月28日）
  - 主題歌「Theatrium」（Short ver.）
- ドラマCD「RUNLIMIT CASE1〜6」 （2017年1月25日 - 2017年6月28日）
  - 主題歌「RUN-LIMIT」（Short ver.）
- OTOMATE RECORDS Vocal Best（2017年2月1日）
  - 「Theatrium」
  - 「RUN-LIMIT」
- ドラマCD「おとどけカレシ Vol.1〜6」（2017年7月26日 - 2017年12月27日）
  - 主題歌「Stole my heart」（short ver.）
- ドラマCD「おとどけカレシ Cherish」（2019年7月24日～2019年11月27日）
  - 主題歌「Brand New Days」（short ver.）
- ドラマCD「おとどけカレシ Sweet Lover」（2020年4月22日 - 2020年09月23日）
  - 主題歌「Stay with me」（short ver.）

ベストアルバム
- オトメイトVocal Best Vol.4（2016年2月24日）
  - 「暁のバタフライ」
  - 「花はうつつに」
  - 「きみと夢みて」

### 原宿BJ Girls / CHIX CHICKS
原宿BJ Girls
- BJ ONE!（2005年4月29日）
  - 「You'd be so Nice to come Home To」（ソロ）
  - 「Over the Rainbow」
- BJ TWO!（2005年9月25日）
  - 「Route 66」
  - 「What A Difference A Day Made」（ソロ）
- BJ THREE!（2006年8月23日）
  - 「Alexander’s Ragtime Band」
  - 「Lady Marmalade」
  - 「A Night In Tunisia」
  - 「You’ve Got A Friend」

CHIX CHICKS
- CHIX CHICKS 1st MINI ALBUM「BIRTHDAY EVE」（2007年10月20日）
  - 「Shining Star」
  - 「Ding!Dong!Dong!」
  - 「Bye」
  - 「Type on Me」
  - 「愛のふるえ」
- 映画「音符と昆布」サウンドトラック （2008年1月23日）
  - 「Blue Love Letter」
  - 「Soul Mate」
  - 「Blue Love Letter -ending Version-」
- CHIX CHICKS 2nd MINI ALBUM 「ELECTRO CHIX-Greatest Artist & Melodies-」（2008年6月21日）
  - 「Madonna〜Into The Groove〜Dress You Up〜Material Girl〜Like A Virgin」
  - 「ABBA〜Gimme! Gimme! Gimme!〜S.O.S〜Dancing Queen」
  - 「Donna Summer〜I Feel Love〜Bad Girls〜Hot Stuff」
  - 「Kylie Minogue〜Step Back In Time〜Turn It Into Love〜I Should Be So Lucky〜The Loco Motion」
  - 「Earth, Wind & Fire〜Fantasy〜Let's Groove〜Boogie Wonderland〜September」
- CHIX CHICKS REMIX ALBUM「RE:ELECTRO CHIX Greatest Artists & Melodies」（2009年1月21日）
  - 「Kylie Minogue / SEXY-SYNTHESIZER Remix」
  - 「Donna Summer / 80kidz Remix」
  - 「ABBA / Cutie Pai Remix」
  - 「Madonna / CONGOROCK Remix」
  - 「Earth, Wind & Fire / FREDO Remix」
  - 「ELECTRO CHIX"MEGA MIX / Tofubeats Remix」

### FictionJunction / 梶浦由記
- ツバサ・クロニクル
  - ツバサ・クロニクル オリジナルサウンドトラック「Future Soundscape I」（2005年7月6日）
    - 「tsubasa」

  - ツバサ・クロニクル オリジナルサウンドトラック「Future Soundscape III」（2006年7月5日）
    - 「dream scape」

  - ツバサ・クロニクル ベスト・ボーカル・コレクション （2006年12月20日）
    - 「tsubasa」
    - 「dream scape」
- アルバム「Everlasting Songs」（2009年2月25日）
  - 「星屑」
  - 「dream scape」
  - 「銀の橋」
  - 「花守の丘」
  - 「ユメノツバサ」
  - 「みちゆき」 - 他コーラス部分も担当
- シングル「Parallel Hearts」（2009年4月29日）
  - 「Parallel Hearts」
- 「PandoraHearts」オリジナルサウンドトラック1 （2009年7月8日）
  - 「Parallel Hearts」（TVサイズ）
- シングル「時の向こう 幻の空」（2010年1月27日）
  - 「時の向こう 幻の空」
  - 「野原」
- 「おおかみかくし」オリジナルサウンドトラック （2010年3月24日）
  - 「時の向こう 幻の空」（TVサイズ）
- ライブアルバム「FictionJunction 2008-2010 The BEST of Yuki Kajiura LIVE」（2010年5月12日）
- オムニバスアルバム「勇者シリーズ20周年記念　HARVEST」（2011年2月23日）
  - 「Gatherway」
- 梶浦由記 セカンドアルバム「FICTIONII」（2011年3月30日）
  - 「the image theme of Xenosaga II」（コーラス）
  - 「heigen」
  - 「maybe tomorrow (Xenosaga III ending theme)」（コーラス）
- 「歴史秘話ヒストリア」オリジナルサウンドトラック2（2011年4月13日）
  - 「until you find a light〜op theme #5」
  - 「a fruitless love」
- シングル「stone cold」（2011年8月3日）
  - 「stone cold」
  - 「ひとりごと」
- 「セイクリッドセブン」オリジナルサウンドトラック（2011年10月5日）
  - 「stone cold」（TVサイズ）
- 「戦律のストラタス」オリジナルサウンドトラック（2011年10月27日）
  - 「eternal blue」（ゲームサイズ）
- ファンクラブ限定発売シングル「sing a song」（2012年3月16日）
  - 「sing a song」
  - 「silent moon」
- シングル「Distance」（2012年8月29日）
  - 「Distance」
  - 「eternal blue」
- アルバム「elemental」（2014年1月22日）
  - 「elemental」
  - 「storytelling」
  - 「ひとりごと」
  - 「時の向こう　幻の空」
  - 「eternal blue」
  - 「stone cold」
  - 「Parallel Hearts」
  - 「Distance」 - 他コーラス部分も担当
- ライブアルバム「FictionJunction 2010-2013 The BEST of Yuki Kajiura LIVE 2」（2015年6月3日）
- Fate/Zero Original Soundtrack [Disc3]（2017年9月20日）
  - Live arrange ver. 楽曲群
- プリンセス・プリンシパル THE LIVE Yuki Kajiura×Void_Chords LIVE CD [disc2]（2020年3月27日）
  - 「shadows and fog」
  - 「もひとつまわして」
  - 「battle of the shadows」
  - 「moonlight melody」
  - 「shadows and fog（Yuki Kajiura×Void_Chords）」
- アルバム「PARADE」（2023年4月19日）
  - 「Prologue」
  - 「ことのほかやわらかい」
  - 「Beginning」
  - 「八月のオルガン feat. LINO LEIA」
  - 「それは小さな光のような feat. KEIKO」
  - 「moonlight melody」
  - 「Parade」
- 配信シングル FictionJunction feat.LINO LEIA「lighthouse」（2025年5月2日）
  - 「lighthouse」

### Sound Horizon関連
- シングル「少年は剣を…」（2006年10月4日）
  - 「終端の王と異世界の騎士 〜The Endia & The Knights〜」
  - 「緋色の風車 〜Moulin Rouge〜」
- アルバム「Roman」（2006年11月22日）
  - 「朝と夜の物語」
  - 「見えざる腕」
  - 「緋色の風車」（シングルとは別バージョン） - 他コーラス部分も担当
- シングル「朝と夜の物語 〜Another Roman Mix〜」（2006年11月22日）※タワーレコード特典CD
  - 「朝と夜の物語 〜Another Roman Mix〜」
- シングル「聖戦のイベリア」（2007年8月1日）
  - 「争いの系譜」
  - 「石畳の緋き悪魔」
  - 「侵略する者される者」
- アルバム「Moira」（2008年9月3日）
  - 「人生は入れ子人形 -Матрёшка-」
  - 「神話 -Μυθος-」
  - 「運命の双子 -Διδυμοι-」
  - 「奴隷市場 -Δουλοι-」
  - 「死と嘆きと風の都 -Ιλιον-」 - 他コーラス部分も担当
- Revo＆梶浦由記コラボレーションシングル「Dream Port」（2008年6月18日）※Revo＆梶浦由記名義
  - 「砂塵の彼方へ…」

### Metamorphose
石田燿子、美郷あき、緒方恵美とのユニット
- シングル 「Over The Testament」 (2015年11月4日)
  - 「Over The Testament (Ver.2)」
  - 「Over The Testament (Another Version)」
- アルバム 「Metamorphose 1」 (2015年12月16日)
  - 「Over The Testament (Ver.2)」
  - 「Refrain」
  - 「Over The Testament (Ver.5)」
- アルバム 「新妹魔王の契約者BURST Perfect Music Collection」 (2015年12月16日)
  - 「Over The Testament」（TV size）
  - 「Over The Testament (Ver.2)」（TV size）

## 参加DVD・Blu-ray
織田かおり名義
- Bon-Bon Blanco 「女祭」（2008年2月6日）
- オトメイトパーティー
  - オトメイトパーティー2012（2012年12月21日）
  - オトメイトパーティー2013（2013年12月20日）
  - オトメイトパーティー2014（2015年2月27日）
  - オトメイトパーティー2015（2016年2月26日）
  - オトメイトパーティー2017（2018年3月23日）
  - オトメイトパーティー2018（2019年5月17日）
  - オトメイトパーティー2019（2020年3月13日）
  - オトメイトパーティー2022（2023年4月28日）
- Kaori Studio Take
  - Kaori Studio Take 01 〜PLACE to your HEART〜（2022年1月9日）
  - Kaori Studio Take 02 〜Acoustic Time〜（2022年1月9日）
  - Kaori Studio Take 03 〜with you〜（2022年1月9日）

FictionJunction
- Yuki Kajiura LIVE 2008.07.31（2008年12月24日）
- FictionJunction 〜Yuki Kajiura LIVE vol.#4 PART2〜」（2009年12月23日）
- Animelo Summer Live 2009 RE:BRIDGE 8.23」（2010年2月24日）
- FictionJunction 〜Yuki Kajiura LIVE vol.#9“渋公Special"」（2013年2月20日）
- FictionJunction 〜Yuki Kajiura LIVE vol.#11 elemental Tour 2014.4.20@NHK Hall」（2014年9月24日）
- ソードアート・オンライン ミュージックコレクション（2016年01月27日） - 初回限定盤付属Blu-ray
- プリンセス・プリンシパル THE LIVE Yuki Kajiura×Void_Chords（2020年03月27日）
- Yuki Kajiura LIVE vol.#16〜～Sing a Song Tour〜（2023年04月19日） - FictionJunction PARADE」初回限定盤付属Blu-ray
- 梶浦由記「30th Anniversary Early BEST Collection for Soundtrack」 -初回生産限定盤付属Blu-ray「Yuki Kajiura LIVE 番外編~STUDIO配信LIVE Vol.#1 reprise!」 (2023年12月6日)
- 30th Anniversary Yuki Kajiura LIVE vol.#19 ～Kaji Fes.2023～ (2024年5月29日)

SoundHorizon
- Sound Horizon Concert Tour 2006-2007 『Roman 〜僕達が繋がる物語〜』（2007年4月25日）
- Sound Horizon 6th Story Concert 『Moira』 〜其れでも、お征きなさい仔等よ〜（2009年3月25日）
- Sound Horizon 第三次領土拡大遠征凱旋記念 『国王生誕祭』2009年12月9日）
- The Assorted Horizons（2014年6月18日）

CHIX CHICKS
- 音符と昆布 （2008年7月2日） - CHIX CHICKSとして特典映像に参加

## その他
- ユニバーサル・スタジオ・ジャパン「ピーターパンのネバーランド」 - 少女時代のウェンディ役（声と歌の出演）
- AJF NeoGeneration テーマソング「NEO GENERATION 〜君とボクで拓け未来のトビラ〜」
- プリティーリズム・レインボーライブ プリズム☆ソロコレクション（2013年6月26日） - 「gift」（コーラス）
- プリパラミュージックコレクション DX （2015年6月17日） - 劇伴コーラス
- CR 天元突破グレンラガン - 「空色デイズ」「happily ever after」「涙の種、笑顔の花」
- 吉岡亜衣加「虹をつないで」（2017年2月15日） - 「デイジー」（コーラス）
- 松岡侑李「.A」（2019年1月9日） - 「ジプソフィラ」（コーラス）
- 「臨死!! 江古田ちゃん」エンディングテーマ曲・第12話（2019年4月17日） - 「Dear Gemstones」（コーラス）
- FLOWLIGHT「ST(R)OCK」（2019年9月18日）
  - 「FLOWER」「HEART BEAT」「バタフライ」（コーラス）
  - 「ミライト」（コーラスアレンジ＆コーラス）
- LiSA「明け星 / 白銀」（2021年11月17日） - 「白銀」（コーラス）
- FIELD OF VIEW「キミガスキダ」（2025年5月15日） -「渇いた叫び」（コーラス）

## メディア出演

### ラジオ
※はインターネット配信
- 織田かおりのColorful Mode（2011年 - 2012年、文化放送 超!A&G+※）
- 織田かおりのもっとColorful Mode（2012年 - 2015年、文化放送 超!A&G+※）
- アニぱら音楽館（2014年 - 2017年、キッズステーション）
- 織田かおりのTHE CATCH（2015年 - 2017年、文化放送 超!A&G+※）

### テレビ
- Anime-TV（TOKYO MX、2013年2月6日、2014年4月16日）
- アニぱら音楽館（キッズステーション、#384 2013年11月29日）
- めざましテレビ（フジテレビ、2014年5月22日） - 「ミドリgaマドグチ」